# Урдинская типография
Урдинская типография — здание-памятник в селе Хан Ордасы, в котором 1918 году была организована типография Советской печати в Букеевской губернии.

## История
Уже через 10 дней после Октябрьской революции в Урде (административный центр Букеевской губернии) стала издаваться газета «Известия областного исполнительного комитета Совета крестьянских, рабочих, киргизских, красноармейских и ловецких депутатов», которая выходила на двух языках — русском и казахском, редактором был председатель Букеевского облисполкома, член РСДРП с 1908 года, С.П. Милютин.
Для организации типографии в Урде в августе 1918 года из Москвы были доставлены радиостанция и армейская типография и направлены заведующий Киргизским (Казахским) отделом Наркомата по делам национальности РСФСР Мухамедяр Тунганчин и его заместитель Хусаин Бекентаев.
В ноябре 1918 года типография заработала, и с начала 1919 года газета стала издаваться под названием «Киргизская правда», по-прежнему оставаясь органом Букеевского облисполкома.
В 1982 году здание вошло в список памятников истории и культуры Казахстана республиканского значения, в 2008 году статус был подтверждён.